# Videoton TVC
A Videoton TVC az 1980-as évek második felében a Videotonban kifejlesztett és gyártott személyi számítógép, korabeli terminológiával iskolaszámítógép. Három változatban készült (32k, 64k, 64k+), amelyek a memória méretében és az alaplapjukban különböztek egymástól.

## Tulajdonságai
A TVC központi egysége egy Z80-as mikroprocesszor (akárcsak a ZX Spectrumnak és az Enterprise-nak), órajele 3,125 MHz, ami alacsonyabb, mint a Z80 maximális, 4 MHz-es órajele. Sajátossága még (például a Commodore gépekkel szemben), hogy a kurzor mozgatására nem csak a billentyűk, hanem beépített botkormány is rendelkezésre állt. Magyar, írógépszerű billentyűzettel rendelkezett, a karakterkészletben is megtalálhatók a magyar ékezetes betűk, éppen ezért a karakterpontrács 10×8 bit volt. Emellett rendelkezik a gép 9 funkcióbillentyűvel is.
A TVC az operációs rendszerét, a TVC OS-t ROM-ba égetve tartalmazta, a BASIC interpreterrel együtt; ez a rendszer csak kazettás adattárolásra képes (ideértve memóriaterületek (programok) komplett mentését és betöltését, illetve egyfajta korlátozott fájlkezelést is), azonban létezett hozzá az UPM operációs rendszer is, ami a CP/M TVC-re átírt verziója volt, illetve a VT-DOS, DOS 3.10 kompatibilis rendszer is. A VT-DOS segítségével IBM PC lemezek írása/olvasása volt lehetséges, de ez nem jelentett hardverszintű kompatibilitást a PC-s floppykkal.
Az eredeti változatból kétféle készült 32 kB RAM-mal kevesebb példány, mint 64 kB-tal. A későbbi, TVC 64k+ modellbe már eleve 64 kB került, ez pedig a BASIC újabb, 2.2-es változatát használta az alapmodell 1.2-ese helyett.
A grafika kezelése más gépekhez képest újszerű volt, a logikai felbontás mindig 1024×960 képpont, amit a gép számított át mindig az adott grafikus módnak megfelelő valós képernyő-koordinátákra (kétszínű módban 512×240 (64×24 karakter), négyszínűben 256×240 (32×24 karakter), tizenhat színűben pedig 128×240 (16×24 karakter). A video-memória mérete 16 KB (ebből 15 KB a valóban használt), a képet egy 6845 típusú CRTC állítja elő. A gépnek nem volt külön grafikus és karakteres üzemmódja, a karakterek kirajzolása is pixelesen történt.
A hangok előállítására egy hangcsatorna áll rendelkezésre, amelyen a hangerő 16 fokozatban, a kívánt frekvencia pedig a 3,125 MHz rendszerórajel leosztásával állítható elő. Amennyiben a frekvenciaosztás kikapcsolásra kerül, úgy a hangkezelés egy 4 bites D/A konverterként működik, így digitalizált hangok, zenék visszajátszására is alkalmas.
A gép ezen képessége – vélhetően a hangdigitalizálók ritkasága ill. a korlátozott memóriakapacitás miatt – alig volt kihasználva.
Különféle eszközökkel a gép bővíthető volt: rendelkezett TV-, RGB-, és videokimenettel, magnócsatlakozóval, Centronics párhuzamos porttal, 2 joystick porttal, cartridge csatolóval maximum 16 kB-os modulok számára, valamint 4 db bővítő porttal a gép tetején.
A géphez egyetlen darab házi gyártású Spectrum emulátor is készült.

## Története
A Videoton 1984-ben vásárolta meg az Enterprise-t is tervező cég egyik régebbi modelljének licencét. Az iskolaszámítógép program keretében állami megrendelésre 1988-ig 3000 db 32 KByte-os és 9000 db 64 Kbyte-os beépített memóriával rendelkező gépet adtak el iskolai felhasználásra. Azonban ez nemcsak egy egyszerű licenszgép, hiszen a Videoton szakemberei igen komoly mennyiségű fejlesztést végeztek rajta. Épp ezek miatt a fejlesztések miatt nagyobb csúszással kerülhetett piacra, csak 1986 második felétől volt kapható.
A TVC 64k+ gépe, amivel a cég az iskola-számítógép pályázatra is benevezett, jelentős változtatásokon esett át. A videomemória mérete 64KB lett, azaz négy független képet tartalmazhatott egyidejűleg.
Az új BASIC verzióba (V2.2) több új utasítás (POLIGON, RECTANGLE, ELLIPSE, AUTO, FKEY, RENUMBER, EXCEPTION) és jó pár hibajavítás is bekerült. Sajnos a korábbi programok jelentős része nem működött az új gépen, például ha egy olyan ROM-ban lévő rutin hívott, amelynek címe megváltozott, illetve a kép pixelei elmozdulhattak, mivel a logikai koordinátákat az új eljárás nem csonkítással, hanem kerekítéssel számolja át fizikai koordinátákra.
A gép kiegészítőit, például a magnetofont a BRG gyártotta és 2900 Ft-ért lehetett megvásárolni. A gép - a hobbi-számítógépek között szokatlan módon - négy bővítősínt tartalmazott, így egyidejűleg négy bővítőkártya csatolása volt lehetséges. Néhány bővítési lehetőség: memóriabővítés (32 KB), floppy-interface, soros port, EPROM-égető.
A gép igen gyakran meghibásodott, továbbá a Novotrade nem vállalta a gépek szervizelését, és szoftverekkel való ellátása is akadozott.
A TVC sorozatot jórészt a Centrum Áruházak forgalmazta 14-16000 forint körüli áron. A géphez 40-50 programot lehetett vásárolni, többek között szövegszerkesztőt, levélnyilvántartót, a CP/M operációs rendszer TVC-re átírt változatát és Forth-ot.
Mivel a cég az igen magas előállítási költségeket nem tudta csökkenteni, amellett bejelentéséhez képest elcsúszott a megjelenése, így már piacra dobásakor léteztek nála nagyobb tudású gépek. A Commodore 16 és Plus4 tömeges importja (Novotrade-Ápisz), valamint a Primo megjelenése – de leginkább a magánimport - miatt, három évvel megkezdése után a gyártás befejeződött. Összesen kb. 9000 példányt értékesítettek belőle, ezek legnagyobb részét is főként iskolák részére.
A gépnek a mai napig vannak rajongói, amit például a 2011-ben készített Mr. Alex zenei remixe is mutat. Mr. Alex electro remix

## A TVC-hez készült legismertebb könyvek
- Badics Bernadette, Balogh László: TVC Basic ISBN 963-02-5544-8
- Garai Géza: TV-Computer – Operációs rendszer ISBN 963-02-5072-1
- Ludányi László: A TV-Computer ROM programja ISBN 963-02-5895-1
- Benedek Antal, Monok Zoltán: TVC hardver[1]

## TVC-újság
1990 és 1994 között jelent meg a Videoton TVC számítógép felhasználóinak szóló, többnyire havonta megjelenő fénymásolt folyóirat. Összesen 34 számot ért meg. A 13-as száma a 17. és 18. között jelent meg, mert eredetileg a 13.-at adathordozón tervezték kiadni.